# Kasharunga
Kasharunga ist ein Bezirk (Ward) des Distriktes Muleba in der tansanischen Region Kagera.

## Geografie
Kasharunga liegt im Nordwesten von Tansania am Victoriasee. Die Fläche des Bezirks beträgt 271,9 Quadratkilometer, bei der Volkszählung 2022 lebten 36.376 Menschen in 7839 Haushalten.

## Gliederung
Der Bezirk besteht aus sechs Gemeinden (Mtaa) mit 26 Orten (Kitongoji):
| Kasharunga - Kasharunga - Bushojo - Mushasha - Kisenene | Kiteme - Maizigera - Kikoro - Kiteme Kati - Ntungamo - Kyamata - Rwenzige | Runazi - Rwanda - Lyamabumbe - Kyamilinzi - Kanywangonge | Kyamyorwa - Kyamyorwa A - Kyamyorwa B - Bubare - Kakindo | Nkomero - Nkomero - Kyaluhangara - Nyakalaula - Mkuyuni | Kamatoju - Kamatoju A - Kamatoju B - Buhura - Rubondo |

## Infrastruktur
- Bildung: Die Kasharunga Secondary School bietet Ausbildung bis zur 4. Stufe an.[6]
- Gesundheit: In Kimeya befindet sich ein Gesundheitszentrum, das Malaria- und HIV-Behandlungen, Schwangerschafts- und Kleinkindversorgung sowie kleine chirurgische Eingriffe durchführt.[7]
- Verkehr: Durch Kasharunga verläuft die Nationalstraße T4, die entlang des Westufers des Victoriasees Bukoba im Norden mit Biharamulo im Süden verbindet.[8]